# Conciliarità
Con il termine Conciliarità, nell'ambito di alcune confessioni cristiane, si vuole affermare che il Concilio - inteso come accordo di tutte le Chiese locali - è l'unica forma di espressione della Chiesa universale: la Chiesa cristiana dovrebbe cioè vivere la forma della sua unità nella "conciliarità permanente". 
Per questa idea si porta a sostegno l'immagine della Chiesa dei primi secoli: in realtà, dal punto di vista storico, la Chiesa dei Padri non si è mai considerata come un puro intreccio di chiese particolari con gli stessi diritti. 
Per la teologia cattolica solo l'unico successore di Pietro è il vero organo della Chiesa universale biblicamente fondato; questo dato in un primo momento del cristianesimo è coesistito con il rilievo che avevano alcune Chiese particolari: Roma e Antiochia, sedi di Pietro; Alessandria, che con la figura di S. Marco reclamava una derivazione petrina; Gerusalemme, non come sede normativa ma come luogo di origine della fede;  è coesistito in seguito, ma per breve tempo, con la posizione dell'imperatore, a seguito della translatio imperii da Roma a Costantinopoli. Queste sedi di rilievo  citate non danno fondamento certo all'ipotesi di una conciliarità, casomai permettono di parlare di una "Pentarchia", coesistita insieme alla peculiare principalità della Chiesa di Roma (si confronti Ireneo, Adversus haereses, III, 3, 2: PG 7,848: "A questa Chiesa, per la sua peculiare principalità -propter potiorem principalitatem-, è necessario che convenga ogni Chiesa, cioè i fedeli dovunque sparsi, poiché in essa la tradizione degli Apostoli è stata sempre conservata...").
La realtà della conciliarità è propria della Chiesa ortodossa orientale, realtà che è in dialettica con l'autorità primaziale del patriarca; recentemente Michel Stavrou, docente di teologia dogmatica all'Institut Saint Serge di Parigi, ha messo in luce alcune problematiche:
- la necessità di “un lavoro di rifondazione teologica della nozione di conciliarità”,  in un momento in cui, in seno all'Ortodossia, si assiste a “una crisi della conciliarità”, che non deve essere “solo vantata come un tesoro dell'Ortodossia (come effettivamente è), ma semplicemente vissuta”;
- “un'ecclesiologia rispettosa della conciliarità” che “deve prevedere l'unità tra le chiese locali non come unità uniforme, ma differenziata...

Ha inoltre affermato  che la prospettiva di un ritorno all'unità tra la chiesa d'Oriente e la chiesa d'Occidente dovrà accompagnarsi alla ricerca di forme di sinodalità interamente nuove, che si applichino su scala universale, rispettando tuttavia la giurisdizione delle Chiese (Convegno ecumenico internazionale di spiritualità ortodossa, sett.2003, Bose).